# 492년

## 연호
- 남제(南齊) 영명(永明) 10년
- 북위(北魏) 태화(太和) 16년

## 기년
- 남제(南齊) 무제(武帝) 10년
- 북위(北魏) 효문제(孝文帝) 22년
- 신라(新羅) 소지 마립간(炤知麻立干) 14년
- 고구려(高句麗) 문자명왕(文咨明王) 2년
- 백제(百濟) 동성왕(東城王) 14년

## 사건
- 3월 1일 - 교황 젤라시오 1세가 임기를 시작하다.